# Vogtlandradmarathon
Der Vogtland-Radmarathon besteht seit dem Jahr 2000 und ist eine Radsportveranstaltung in Sachsen. Die Rennstrecke hat eine Länge von über 201 Kilometern.
Der Vogtländische Radsport-Team Plauen e. V. organisiert im Sinne des Breitensports den Vogtland-Radmarathon quer durch das Vogtland ins Erzgebirge. Es geht über 201 km von Plauen über den Aschberg (861 m), dann zum Auersberg (1007 m) und schließlich zum Fichtelberg (1215 m) und zurück. Es sind auf dieser anspruchsvollen Rundfahrt ca. 3300 Höhenmeter zu erklimmen.